# 傑佛遜維爾 (伊利諾伊州)
傑佛遜維爾（英語：Jeffersonville）是位於美國伊利諾伊州韋恩縣的一個村落。

## 地理
傑佛遜維爾的座標為38°26′31″N 88°24′16″W / 38.44194°N 88.40444°W，而該地最高點為海拔高度140米（即459英尺）。

## 人口
根據2010年美國人口普查的數據，傑佛遜維爾的面積為2.64平方千米，當中陸地面積為2.64平方千米，而水域面積為0.00平方千米。當地共有人口367人，而人口密度為每平方千米139人。